# Anabantidae
Famille
Les Anabantidae (Anabantidés) sont une famille de poissons d'eau douce adaptés à des milieux aquatiques pauvres en oxygène.

## Adaptation
Pour compenser la pauvreté en oxygène, ou anoxie partielle, de l'eau dans laquelle ils vivent, les Anabantidae ont développé un organe situé dans la tête, appelé labyrinthe. Il s'agit d'une structure richement vascularisée captant l'oxygène de l'air et le faisant passer dans le sang. Cet organe ne remplace pas les branchies, qui sont pleinement fonctionnelles, mais les complète.

## Répartition et habitat
La plupart des espèces vivent en Afrique, jusqu'en Inde et aux Philippines, en eau douce, rarement en eau saumâtre. Certaines, comme les Gouramis ou les poissons combattants, sont populaires en aquariophilie.

## Liste des genres
Selon Catalogue of Life (10 juillet 2014), FishBase (10 juillet 2014), ITIS (10 juillet 2014) et World Register of Marine Species (10 juillet 2014) :
- genre Anabas Cloquet, 1816
- genre Ctenopoma Peters, 1844
- genre Microctenopoma Norris, 1995
- genre Sandelia Castelnau, 1861

Deux genres proches sont classés dans la famille des Osphronemidae :
- Betta Bleeker, 1850
- Macropodus Lacepède, 1801